# Batalla d'Adrianòpolis (1094)
La batalla d'Adrianòpolis de l'any 1094 va ser un combat entre l'Imperi Romà d'Orient i els cumans que donaven suport a un pretendent.
L'any 1094 el patrici Constantí Diògenes es va revoltar amb suport dels cumans, i es va proclamar emperador. Va creuar el Danubi amb un exèrcit cumà i va assetjar Adrianòpolis. Però les forces romanes d'Orient el van atacar i derrotar en la batalla de Taurocomon. L'exèrcit assetjador va fugir i probablement va morir també Constantí Diògenes.